# Grímsstaðamúli
Grímsstaðamúli är ett berg i republiken Island. Det ligger i regionen Västlandet, 70 km norr om huvudstaden Reykjavík. Toppen på Grímsstaðamúli är 463 meter över havet.
Trakten runt Grímsstaðamúli är nära nog obefolkad, med mindre än två invånare per kvadratkilometer. Närmaste större samhälle är Hvanneyri, omkring 19 kilometer sydost om Grímsstaðamúli. Trakten runt Grímsstaðamúli består i huvudsak av gräsmarker.